# Ivan Iljin
Ivan Alexandrovitsj Iljin (Russisch: Иван Александрович Ильин) (Moskou, 28 maart 1883 - Zollikon, 21 december 1954) was een Russische religieuze en politieke filosoof, witte emigrant en publicist.

## Biografie

### Jeugd
Iljin groeide op in een aristocratische familie van Moskou. Zijn vader, Alexander Ivanovitsj Iljin, was geboren en opgegroeid in het Grote Kremlin-paleis dankzij Iljins grootvader die diende als commandant van het paleis. Iljins peetvader was tsaar Alexander III van Rusland. Iljins moeder, Caroline Louise née Schweikert von Stadion, was van Duitse afkomst. Haar vader, Julius Schweikert von Stadion, was lid geweest van de Russische Collegeraad volgens de Rangentabel. Zij was lutheraans, maar bekeerde zich tot de Russisch-Orthodoxe Kerk en trouwde Alexander Iljin in 1880. Ivan Iljin was grootgebracht in het centrum van Moskou en studeerde sinds 1901 aan de rechtenfaculteit van de Staatsuniversiteit van Moskou. Daar studeerde hij in 1906 af in rechtswetenschap en begon zijn carrière als rechtsgeleerde in 1909.

### De revolutie van 1917
In 1911 vertrok Iljin naar West-Europa om te werken aan zijn essay: Crisis van rationalistische filosofie in Duitsland in de 19e eeuw. Vervolgens bestudeerde Iljin in Moskou de filosofie van Hegel en publiceerde in 1918 zijn essay over Hegels theorie over de rechtspraak. Sinds april 1918 was Iljin meerdere keren gearresteerd en opgesloten voor anticommunistische activiteiten. In 1922 werd hij verbannen met 160 andere intellectuelen naar de Weimarrepubliek op de filosofenstoomboot.

### Emigratie
Iljin woonde van 1922 tot 1938 in Berlijn, waar hij van 1923 tot 1934 werkte als professor aan het Russische Wetenschappelijke Instituut. Hij werd bekend als ideoloog van de Russische Witte emigrantenbeweging en publiceerde van 1927 tot 1930 het Russischtalige tijdschrift Russkij Kolokol (Russische Bel). Verder gaf hij lezingen door de Weimarrepubliek en andere Europese landen. 
In 1934 werd Iljin ontslagen door de Duitse nationaalsocialisten. Na vier jaar verhuisde hij vanuit nazi-Duitsland naar Genève. Vanaf 1948 publiceerde hij artikelen onder leiding van de Russische Al-Militaire Unie. Hij overleed in Zollikon in 1954, waarna nog acht artikelen over hem werden gepubliceerd. In 1956 werden zijn naoorlogse artikelen gebundeld tot de collectie Nashi Zadatsji (Onze Taken).

## Herbegrafenis
In 2005 werd Ivan Iljin samen met generaal Anton Denikin herbegraven in Rusland. In 2009 legde Vladimir Poetin samen met orthodoxe monnik Tichon Sjevkoenov bloemen op Iljins graf.